# Vorsichtsmotiv
Das Vorsichtsmotiv gilt in der wirtschaftswissenschaftlichen Theorie des Keynesianismus als Grund für die Geldhaltung zu Liquiditätszwecken. Die Vorsichtskasse dient als Reserve für den Fall eines unerwarteten Zahlungsbedarfs oder Einkommensausfalls. Das Vorsichtsmotiv steht im Gegensatz zur Neoklassischen Geldtheorie, die diese Art der Geldverwendung nicht berücksichtigt.